# Viscri, Brașov
Viscri (mai demult, Giscriu; în dialectul săsesc Weisskirich, Veiskiriχ, Veeskirχ, în germană Weißkirch, Weisskirch, Deutsch-Weißkirch, Deutschweißkirch, în maghiară Fehéregyháza, Szászfejéregyház, Szászfehéregyháza, în trad. „Biserica Albă Germană/Săsească”) este un sat în comuna Bunești din județul Brașov, Transilvania, România.

## Așezare
Este o așezare din podișul Transilvaniei, din apropiere de Sighișoara colonizată de sași in sec. XIII. În prezent se regăsește o frumoasă biserică evanghelică, fortificată, în stilul bisericilor săsești fortificate din Transilvania.
Situată între cele două șosele ce leagă Rupea de Sighișoara și de Mediaș, în satul Viscri se putea ajunge până acum zece ani doar prin mijloace proprii de locomoție. Datorită poziției sale retrase aici s-a păstrat cel mai arhaic costum din secolele XVII-XIX.

## Istoria
În Viscri mai dăinuie, bine conservată, o cetate țărănească săsească, ce cuprinde între zidurile sale una dintre puținele biserici-sală romanice ale secolului al XIII-lea. Particularitățile monumentului au preocupat pe mulți cercetători iar enigmele lui au putut fi dezlegate abia prin săpăturile întreprinse în 1970-1971 de către arheologul Mariana Dumitrache, care prezintă rezultatele lor într-un studiu amplu Cercetări arheologice și ale istoriei arhitecturii în zona Rupei, apărut în Forschungen zur Volks- und Landeskunde, vol. 21, nr. 2, 1978. În prezentarea monumentului preluăm cele constatate asupra istoriei construcției, concluzii obținute pe baza investigațiilor cercetătoarei.

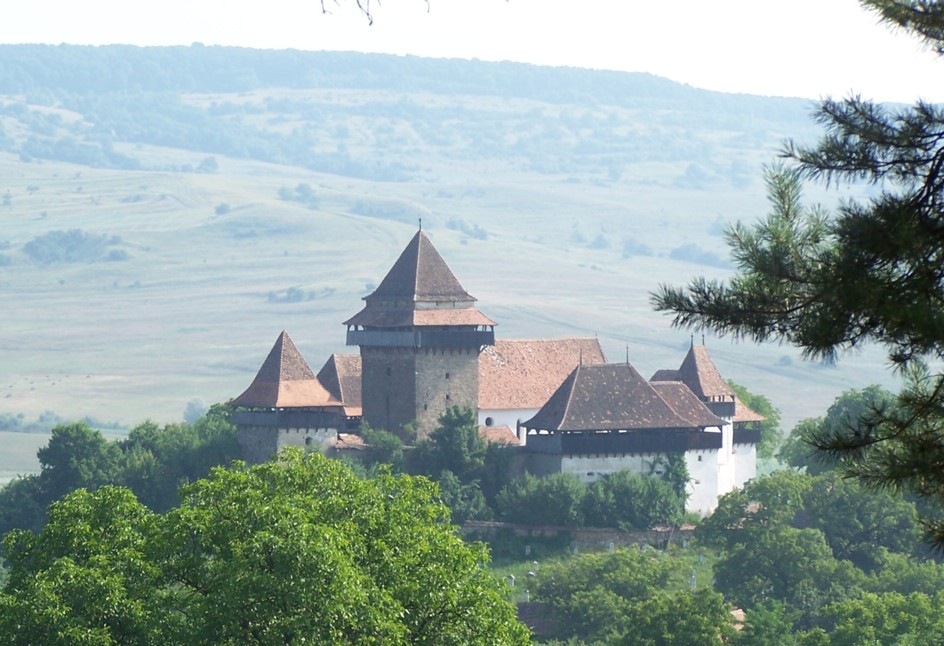
Biserica fortificată săsească din (Weisskirch), datând din Evul Mediu.

Poziția retrasă a așezării explică și apariția sa relativ târzie în documente. Abia în anul 1231 apare ca donație din partea regelui Béla al IV-lea către „Corradus et Danielem”, fii lui Johannes, iar la 1400, "Alba ecclesia" (alias Viscri) apare într-un registru al localităților pentru plata impozitului datorat episcopatului, al comitatului de Rupea (Kosd). Pe la 1500, Viscri este enumerată printre comunele libere ale Scaunului de Rupea, cu 51 de gospodării, trei păstori, un dascăl și doi săraci. Aici, ca și în alte comune, vechimea bisericii confirmă că așezarea coloniștilor germani a luat ființă la sfârșitul secolului XII când a fost colonizată și partea apuseană a viitorului Scaun al Rupei. Biserica-sală romanică, cum mai există în zona Rupei doar în Homorod (biserica-sală din Criț aparținea deja stilului de trecere de la romanic la gotic), a avut o predecesoare care a fost parțial inclusă în acest edificiu. Coloniștii germani săraci (care s-au așezat în Viscri ca imigranți după domnia regelui Geza al II-lea, adică după 1162, ca "alii Flandrenses", în ultimul sfert al secolului XII) au găsit pe promontoriul din nord-estul comunei actuale o mică capelă. Aceasta era construită din calcar alb-verzui, avea formă rectangulară, cu absidă semicirculară spre răsărit, iar unicele podoabe erau pietrele cubice ecarisate ce formau colțurile sălii și începutul absidei, o arcadă semicirculară a intrării sudice. Sala avea un tavan plat, absida o semicalotă (lungimea capelei era de 13,5 m, a sălii de 9,80 m, lățimea sălii în vest de 7,8 m și în est de 8 m). După piesele descoperite în mormintele dinăuntrul și din afara capelei, monede și cercei de tâmplă de la începutul secolului XII, aceasta se datează între 1100-1120, ca aparținând unui grup de secui ce păzeau în acest punct granița statului maghiar feudal, înaintea sosirii coloniștilor germani.

## Personalități
- Michael Markel (n. 1937), om de litere

## Galerie

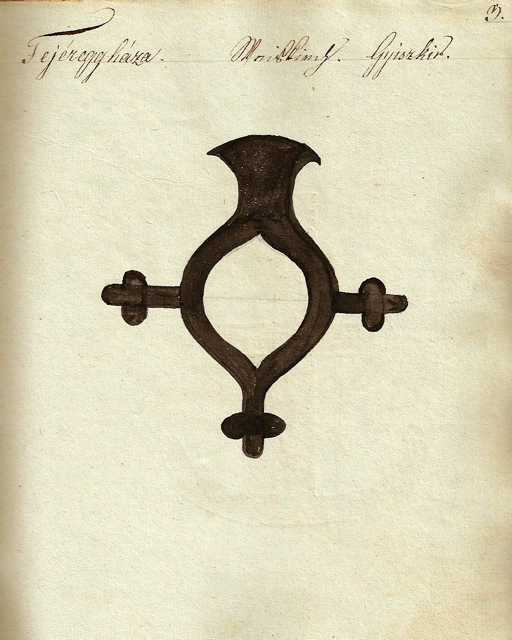
1826 - Danga pentru vitele din Viscri (germană Weisskirch)
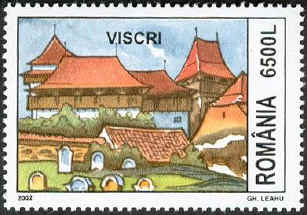
Carte poștală din 2002 înfățișând biserica fortificată săsească din Viscri (germană Weisskirch)
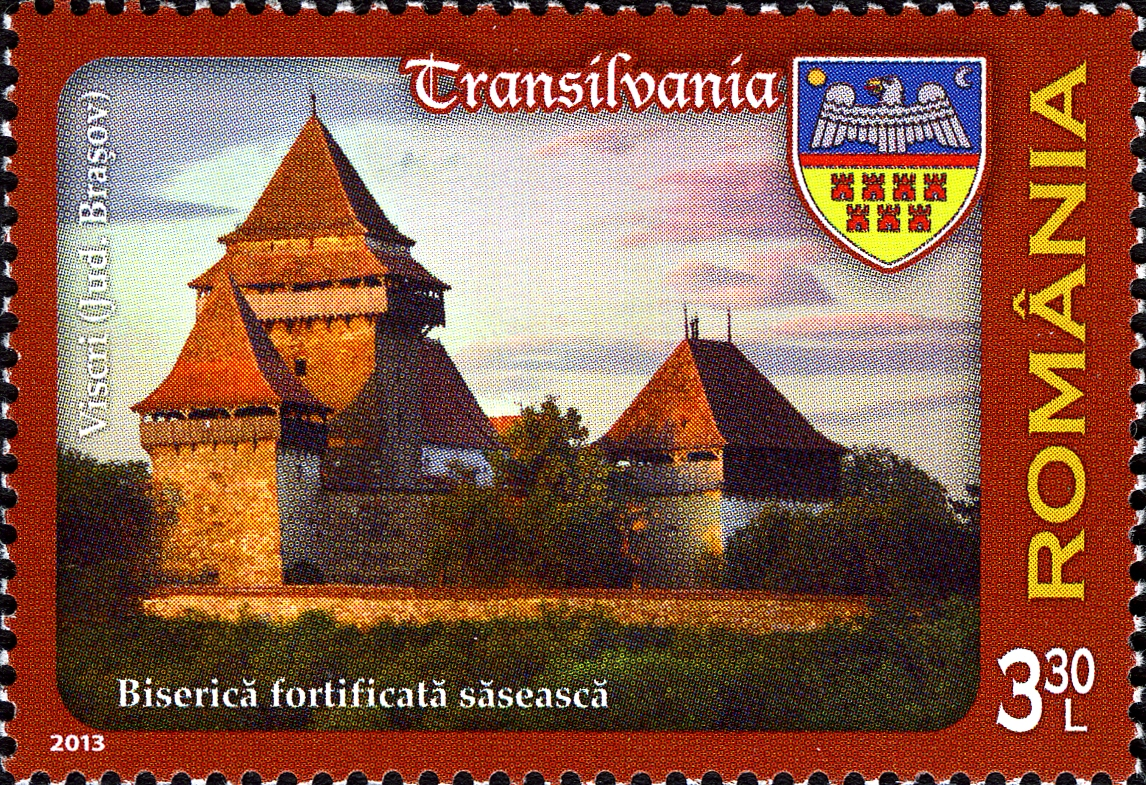
Carte poștală din 2013 înfățișând biserica fortificată săsească din Viscri (germană Weisskirch)
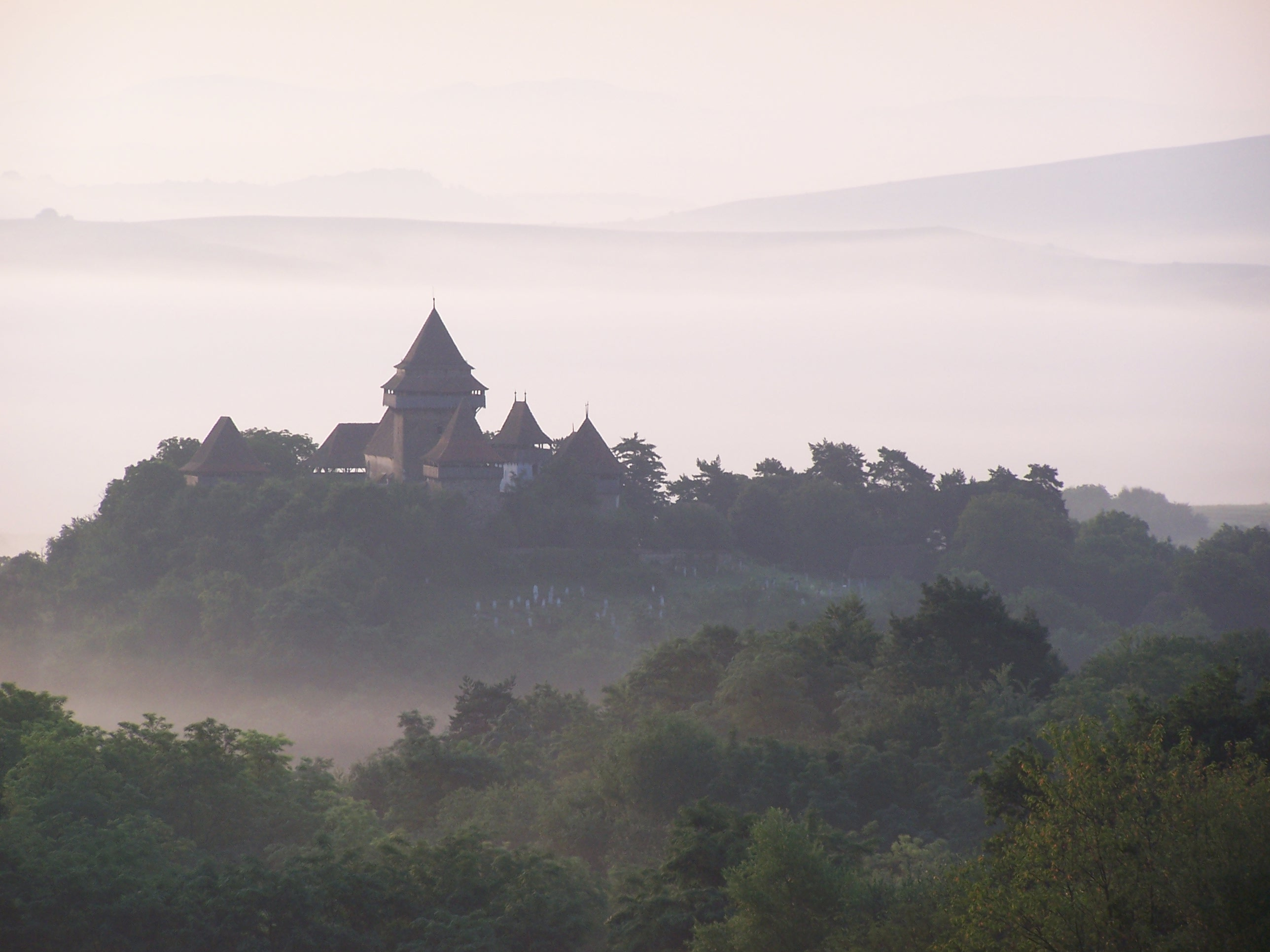
Biserica fortificată săsească din Viscri (germană Weisskirch) văzută într-o zi cu ceață
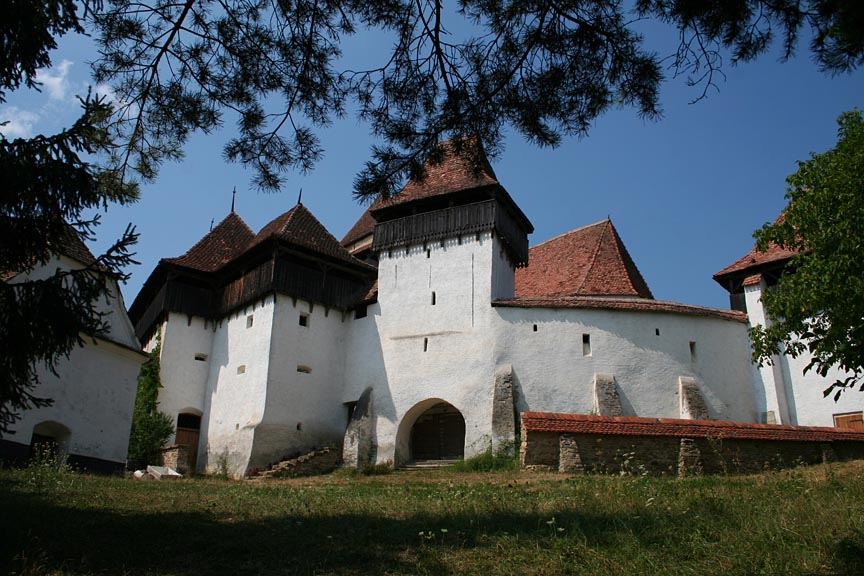
Intrarea din biserica fortificată săsească din Viscri (germană Weisskirch) văzută într-o zi cu vizibilitate normală
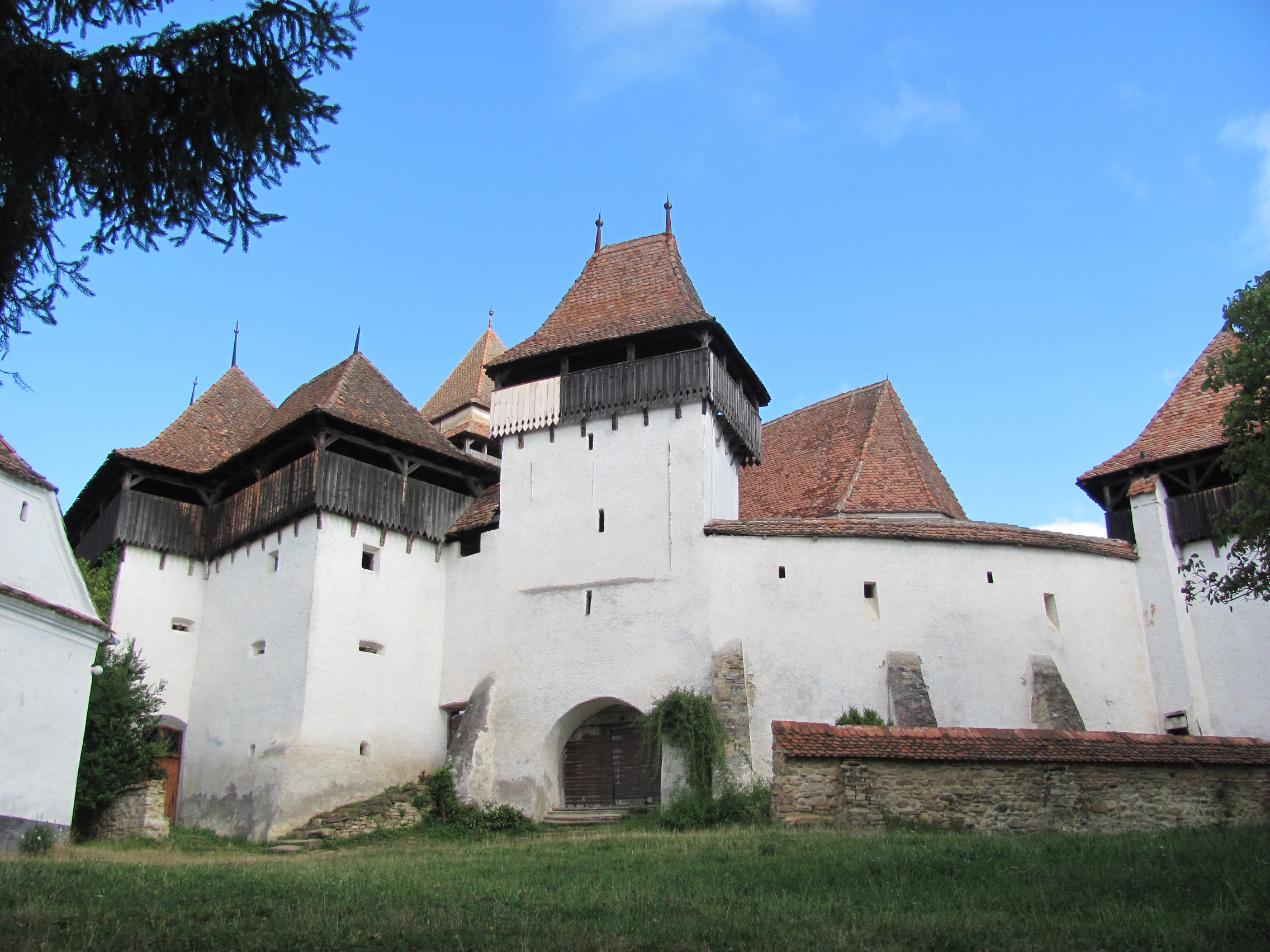
Intrarea din biserica fortificată săsească din Viscri (germană Weisskirch) văzută într-o zi cu vizibilitate normală